# Vereinatunnel
De Vereinatunnel is een tunnel voor spoorwegverkeer in Zwitserland waar ook vervoer van auto's plaatsvindt. Met een lengte van 19 kilometer is het de langste smalspoortunnel van Europa.
De tunnel ligt in het kanton Graubünden en verbindt Klosters (vlakbij het skioord Davos) met Sagliains in het Engadin. De opening van de tunnel in 1999 betekende een sterk verbeterde ontsluiting voor de oostelijke kant van het Engadin. Sindsdien hoeft het autoverkeer niet meer over de Flüelapas maar kan van de pendeltreinen gebruikmaken.
De tunnel was tegelijk omstreden omdat de bouw betekende dat de (gratis) pasroute in de winter niet meer berijdbaar gehouden zou worden en dat men gedwongen werd te betalen voor de autotreinverbinding.
Zowel de infrastructuur als de treinen worden geëxploiteerd door de Rhätische Bahn (RhB).

## Ontwerp

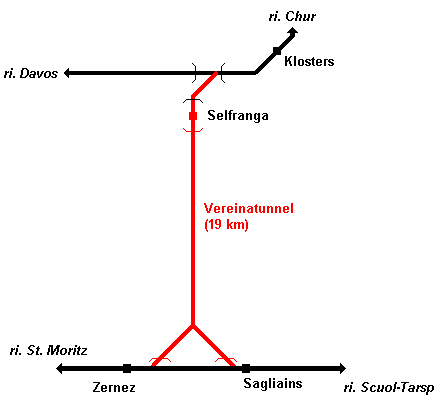
Schematische tekening. Vereinalijn in rood, overige lijnen in zwart

De spoorlijn naar de tunnel takt direct ten zuiden van Klosters af van de lijn naar Davos en gaat eerst door de Zugwald-tunnel (2,17 km). Direct na de Zugwald-tunnel ligt het station Selfranga dat dient als aankomst- en vertrekstation voor de autotreinen.
Tegen het einde van de tunnel splitst de lijn in de richtingen Saglains en Zernez. De autotreinen rijden naar Saglains.
De tunnel is grotendeels enkelsporig. In het midden ligt een dubbelsporig gedeelte waar treinen elkaar kunnen kruisen.  Aan weerszijden van de tunnel bij Selfranga en Sagliains zijn er kruisingsmogelijkheden.

## Station Sagliains
Station Sagliains wordt zowel gebruikt door de auto- als door de passagierstreinen. Het station voor de passagierstreinen is bijzonder: het kent geen in- of uitgangen, maar alleen een perron waar passagiers kunnen overstappen. 
Een reden hiervoor is dat na de ingebruikname van de tunnel er slechts enkele treinen per dag rechtstreeks vanuit Klosters richting Zernez reden, terwijl er een uursverbinding was tussen Klosters en Scuol-Tarasp en tussen Scuol-Tarasp en Zernez.
Later is het aantal rechtstreekse treinverbindingen tussen Klosters en Zernez toegenomen en rijdt in het jaar 2020 1 keer per 2 uur een rechtstreekse trein, hierbij ook nog aangevuld met een enkele toeristische trein per dag.

## Exploitatie
Volgens dienstregeling 2020
- Eenmaal per uur rijdt de regionale sneltrein (RegioExpress) Disentis - Chur - Landquart - Klosters - Scuol-Tarasp door de tunnel.
- Gemiddeld eenmaal per twee uur rijdt een RegioExpres Landquart - Klosters - Zernez - St. Moritz.
- Enkele toeristentreinen per dag: (Chur -) Landquart - Klosters - Samedan - St. Moritz/Tirano.
- Tweemaal per uur rijdt een pendeltrein voor auto's tussen Selfranga en Sagliains.[2]
- Daarnaast rijden er nog enkele goederentreinen per dag door de tunnel.

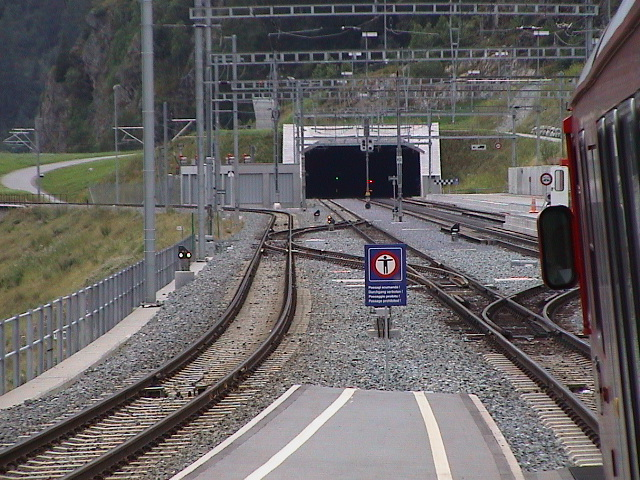
Ingang van de Vereinatunnel in Sagliains
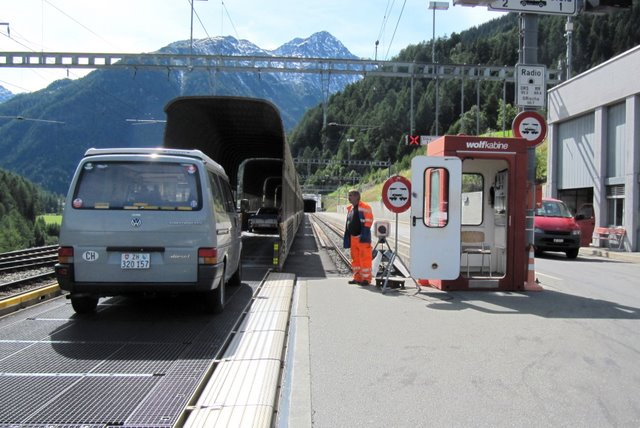
Inscheping op de tunneltrein in Sagliains